# راي باتلر
راي باتلر (بالإنجليزية: Ray Butler)‏ هو سياسي أيرلندي، ولد في 30 ديسمبر 1965 في كيلز، مقاطعة ميث في جمهورية أيرلندا. حزبياً، نشط في فاين جايل. وقد انتخب عضو مجلس الشيوخ من أيرلندا عن دائرة الأعضاء المعينون في مجلس الشيوخ الأيرلندي ‏ وقد انضم خلال فترته النيابية ‏ (8 يونيو 2016 – )  للكتلة البرلمانية فاين جايل وفي الانتخابات العمومية الأيرلندية 2011 ‏، انتخب نائب دييل عن دائرة Meath West (Dáil constituency) ‏ وقد انضم خلال فترته النيابية ‏ (9 مارس 2011 – 3 فبراير 2016)  للكتلة البرلمانية فاين جايل.